# Viaduc de Druyes-les-Belles-Fontaines
Le viaduc de Druyes-les-Belles-Fontaines est un viaduc emprunté par l'ancienne ligne de Triguères à Surgy. Il est situé à Druyes-les-Belles-Fontaines dans l'Yonne en France.

## Histoire
Les travaux du viaduc commencent en 1880 et se terminent en 1883. Le premier train de la  ligne de Triguères à Surgy passe sur le viaduc le 17 avril 1884. Le dernier train passe en mars 1942. En 1943, la section entre Fontenoy et Surgy (incluant le viaduc) est démontée par les Allemands.

## Description
Construit en pierre, il mesure 182,57 m et est composé de douze travées de 12 m chacune. La hauteur maximale du viaduc est de 35 m.

## Usage contemporain

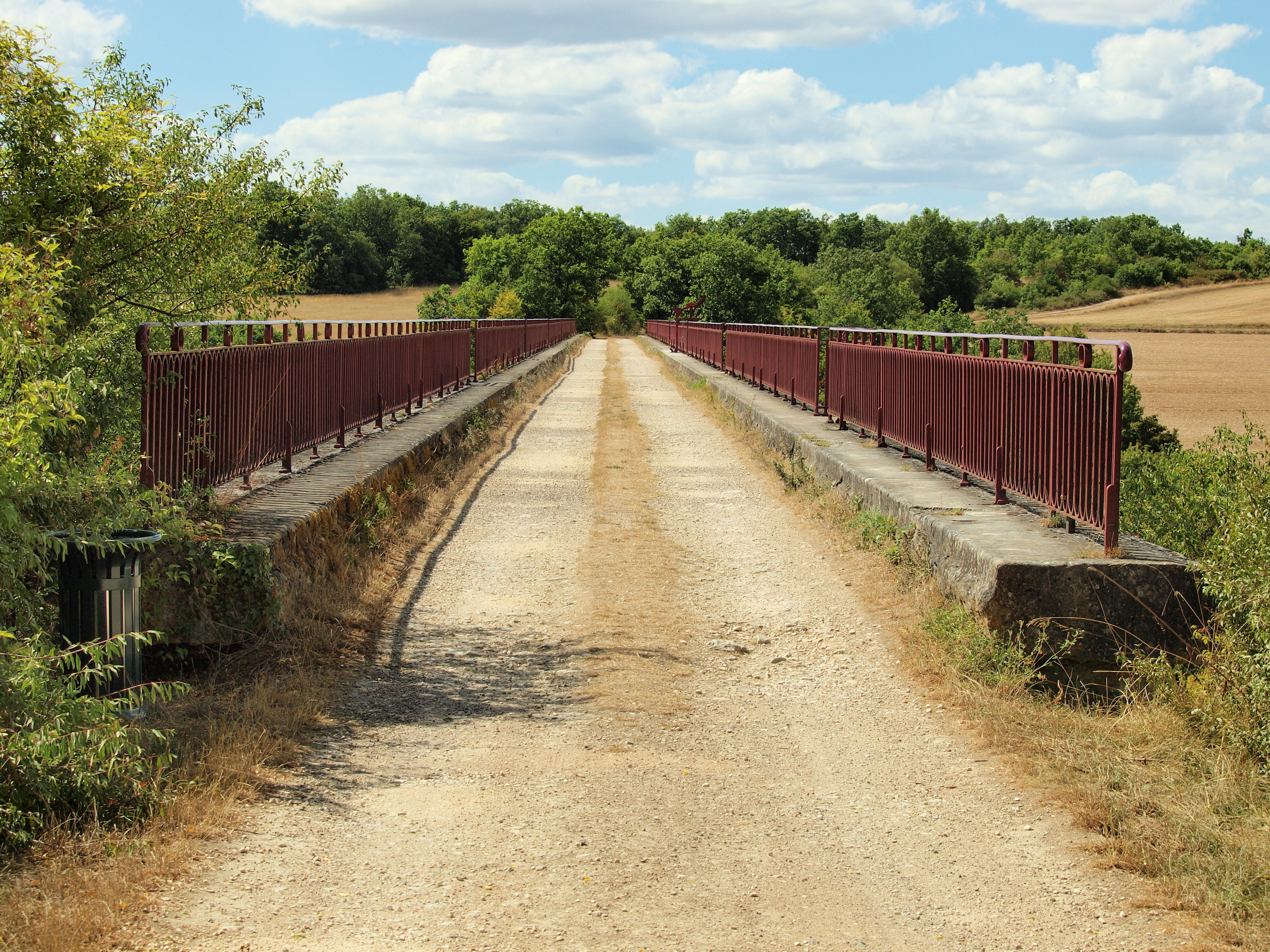
Vue de la chaussée du viaduc en août 2015.
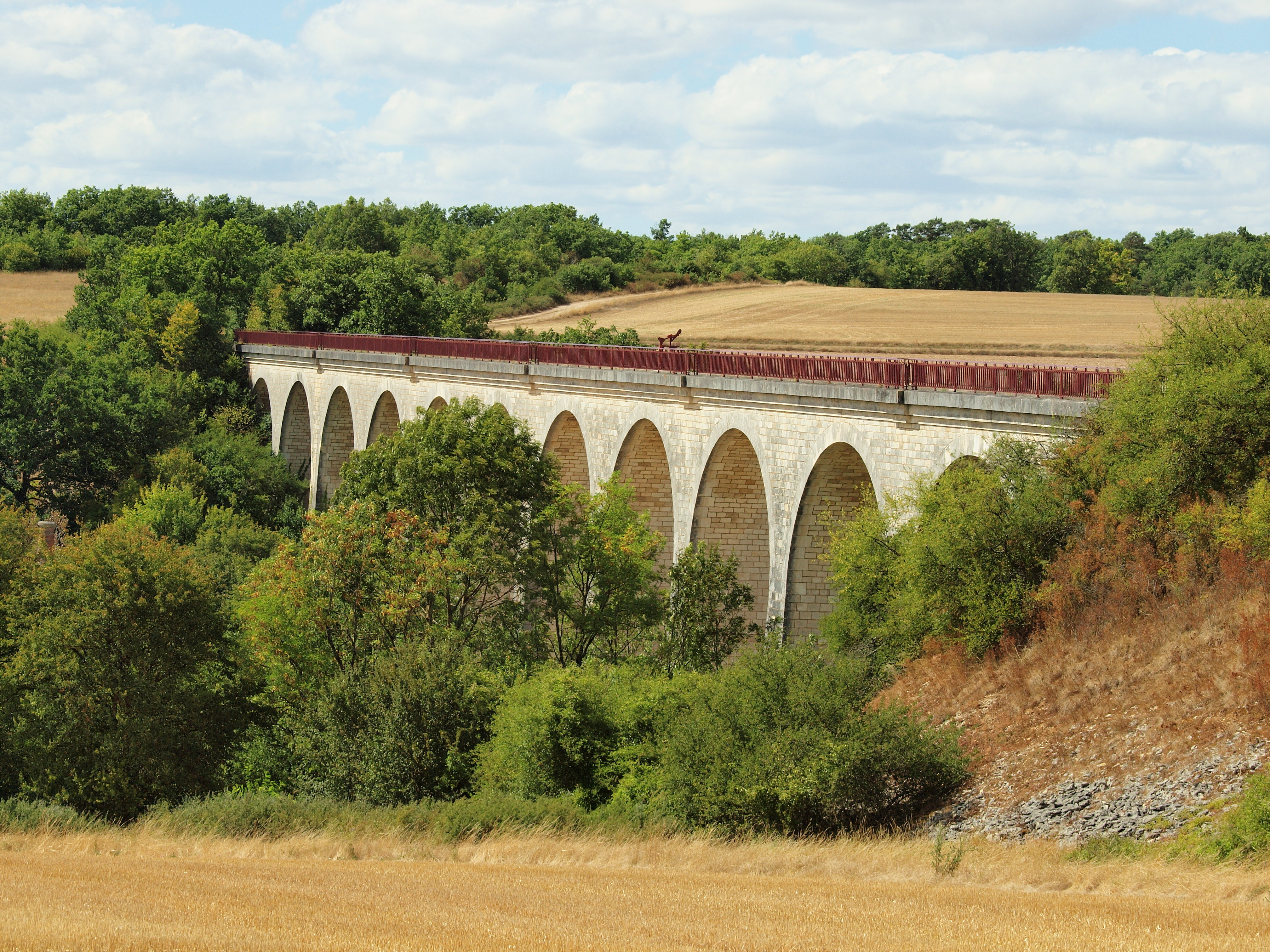

Le viaduc est accessible aux cyclistes et aux piétons. Il est par ailleurs un lieu de pratique du saut à l'élastique.